# Jean Valmont
Jean Valmont (4 de octubre de 1936 – 13 de febrero de 2014) fue un actor cinematográfico de nacionalidad francesa. 

## Biografía
Nacido en París, Francia, actuó también en varias producciones cinematográficas italianas. A lo largo de su carrera trabajó en diversos géneros, como la comedia, el género policíaco, dramas, cintas de espionaje, películas sentimentales y cine erótico, interpretando estereotipos como el del agente secreto o el del joven playboy.
Jean Valmont se retiró de la vida artística a partir del año 2000. Falleció en 2014 en Asnières-sur-Seine (Hauts-de-Seine).

## Selección de su filmografía

### Actor
- 1964 : Faites sauter la banque, de Jean Girault
- 1964 : La Baie du désir, de Max Pécas
- 1964 : Cover girls ragazze di tutti, de José Bénazéraf
- 1965 : Les Copains, de Yves Robert
- 1965 : Journal d'une femme en blanc, de Claude Autant-Lara
- 1965 : Ich suche einen Mann, de Alfred Weidenmann
- 1966 : Nouveau journal d'une femme en blanc, de Claude Autant-Lara
- 1966 : ¿Arde París?, de René Clément
- 1967 : I barbieri di Sicilia, de Marcello Ciorciolini
- 1967 : L'oro di Londra, de Guglielmo Morandi
- 1968 : Un corpo caldo per l'inferno, de  Franco Montemurro
- 1968 : Bocche cucite, de Pino Tosini
- 1968 : Un drôle de colonel, de Jean Girault
- 1969 : Mademoiselle de Sade e i suoi vizi, de Warren Kiefer
- 1969 : Hornet's nest, de Phil Karlson
- 1971 : Une aventure de Billy le Kid, de Luc Moullet
- 1971 : Les vieux loups bénissent la mort, de Pierre Kalfon
- 1972 : Sex-shop, de Claude Berri
- 1972 : Le Feu aux lèvres, de Pierre Kalfon
- 1974 : Les Quatre Charlots mousquetaires, de André Hunebelle
- 1974 : Les Charlots en folie : À nous quatre Cardinal !, de André Hunebelle
- 1974 : Pourvu qu'on ait l'ivresse, de Rinaldo Bassi
- 1975 : La Brigade, de René Gilson
- 1975 : La Mort d'un guide, de Jacques Ertaud
- 1976 : I prosseneti, de Brunello Rondi
- 1978 : Le Temps des vacances, de Claude Vital
- 1978 : Ali au pays des mirages, de Ahmed Rachedi
- 1981 : La Provinciale, de Claude Goretta
- 1981 : Madame Claude 2, de François Minet
- 1981 : Coco Chanel, de George Kaczender
- 1989 : Á deux minute prés, de Éric Le Hung
- 1992 : Queue de poisson, de Daniel Mulson
- 1992 : Sweet garden, de Tanguy Dairaine
- 1999 : Mack Sennett, roi du comique, de Jean Chabot

### Actor de voz
- 1973 : El planeta salvaje, de René Laloux
- 1980 : Les Maîtres du temps, de René Laloux

### Director y guionista
- 1974 : L'Amante végétale